# Walker’s Cay
Walker’s Cay ist eine unbewohnte Insel im Norden der Abaco-Inseln.
Die kleine Sandinsel gehört zum Schutzgebiet Walker’s Cay, welches etwa 15 km² groß ist. Dieses konnte gemeinsam von der Bevölkerung der Abaco-Inseln und Umweltaktivisten der US Shark Foundation unter Schutz gestellt werden.

## Geschichte
Walker’s Cay ist nach dem Richter Thomas Walker benannt. Walker war um 1700 von der britischen Vizeadmiralität als Richter auf den Bahamas eingesetzt worden, wo er die Piraterie bekämpfte. Als die Piraten 1716 begannen, im Fort ihre eigenen Kanonen aufzustellen, floh Walker von New Providence nach Charles Town, South Carolina. 1717 kehrte er in die Bahamas zurück und ließ sich mit anderen Siedlern auf einem nördlich gelegenen Cay der Abaco-Inseln nieder. Kurz vor seinem Tod 1722 kehrte Walker nach New Providence zurück. Ob die von ihm besiedelte Insel tatsächlich Walker’s Cay war, ist nicht ganz sicher. Jedenfalls blieb die Insel nach Walkers Tod über 200 Jahre unbesiedelt.
Im Jahr 1935 leaste sie ein amerikanischer Geschäftsmann für die Dauer von 99 Jahren und errichtete ein kleines Hotel. Robert Abplanalp kaufte 1968 das Leasingrecht und errichtete eine Marina und einen Flugplatz auf der Insel, um sie als Destination für Angler attraktiv zu machen. 2002 wurden knapp 24 km² des Meeres nördlich der Insel zum Nationalpark Walker’s Cay National Park erklärt. 2004 wurde auf der Insel eine Spezialfolge der RTL-Sendung „Notruf“ gedreht, wo es um Haie ging, außerdem trafen 2004 die zwei Hurrikane Frances und Jeanne die Insel, wodurch das Hotel zerstört und die Marina schwer beschädigt wurde. 2018 wurde die Insel an einen texanischen Geschäftsmann verkauft, der dort wieder eine touristische Infrastruktur errichten möchte.

## Tourismus
Das Meeresschutzgebiet besitzt eine äußerst vielseitige Meeresfauna. Die Korallen und Fische stellen eine große Attraktion für die Touristen dar. Besonders zu nennen sind hier die vielen Haie.
Ein gefangener Hai bringt heute auf dem Markt etwa 10 Dollar ein. Da nur seine Flossen abgeschnitten und verwertet werden, steht dies in keinem Verhältnis zu seinem touristischen Marktwert. Man schätzt den Wert eines lebenden Hais in den Gewässern der Bahamas auf rund 15.000 Dollar pro Jahr. Denn die Bahamas und ihre artenreiche Unterwasserwelt locken Jahr für Jahr rund 3,2 Millionen Badegäste und Taucher aus aller Welt an. Die Inseln gelten als eines der besten Haireviere der Welt. Die Regierung der Bahamas schätzt, dass rund 40 % aller Sporttaucher nur wegen der Haie auf die Inseln kommen.

## Gefährdung

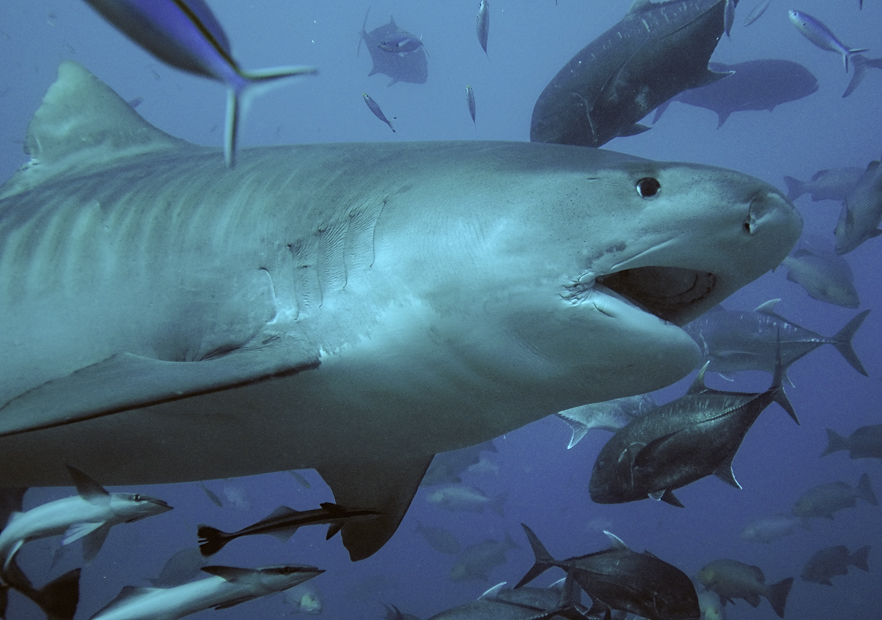
Tigerhai

Besonders ausländische Fischer fangen auch heute noch Haie. So verlor Walker’s Cay fast die Hälfte der ungefähr 100 Haie, die dort regelmäßig anzutreffen waren. Etwa 40 Haie wurden in einer Nacht gefangen und getötet. Tierschützer fanden sie mit abgeschnittenen Flossen.
Ein besonderes Spektakel ist das sogenannte Hai Rodeo. Hier können Taucher die Haifütterung beobachten. Die Haie werden mit tiefgefrorenem Fisch gefüttert. Sobald die Fütterung vorbei ist, steht es den Tauchern frei, die verlorenen Haifischzähne als Souvenirs aufzusammeln, welche die Tiere an ihrer tiefgefrorenen Beute verloren haben. Haifütterungen gelten als sehr gefährlich, weil die Tiere in einen Fressrausch verfallen und nach allem schnappen, was sich bewegt. Außerdem gewöhnen sich die Haie an den Ort der Fütterung und sind so leichte Beute für illegale Fischer.
Auch die Korallenbleiche hat die Riffe der Bahamas nicht verschont. Sie wurde hier bereits vor dreißig Jahren beobachtet und trat örtlich begrenzt auf.